# Michael von Faulhaber
Michael von Faulhaber, nemški rimskokatoliški duhovnik, škof in kardinal, * 5. marec 1869, Heidenfeld, † 12. junij 1952, München.

## Življenjepis
1. avgusta 1892 je prejel duhovniško posvečenje.
4. novembra 1910 je bil imenovan za škofa Speyerja; potrjen je bil 7. januarja 1911 in 19. februarja istega leta je prejel škofovsko posvečenje.
26. maja 1917 je bil imenovan za nadškofa Münchna in Freisinga; potrjen je bil 24. julija in škofovsko ustoličenje je potekalo 3. septembra istega leta.
7. marca 1921 je bil povzdignjen v kardinala in imenovan za kardinal-duhovnika S. Anastasia.